# Kögel (Eisenberg)
Kögel ist ein Ortsteil der Gemeinde Eisenberg im schwäbischen Landkreis Ostallgäu. Die Einöde ist über die Staatsstraße 2520 zu erreichen.

## Baudenkmäler
- Kapelle